# Laminicoccus pandani
Laminicoccus pandani är en insektsart som först beskrevs av Theodore Dru Alison Cockerell 1895. 
Laminicoccus pandani ingår i släktet Laminicoccus och familjen ullsköldlöss. Inga underarter finns listade i Catalogue of Life.